# Hunter (série)
Hunter (Tiro Certo no Brasil) é uma série policial americana estrelada pelo ex-jogador de futebol americano Fred Dryer. Ele era o Sargento Detetive Richard (Rick) Hunter e combatia junto com sua parceira Dee Dee McCall (Stepfanie Kramer) o crime em Los Angeles.
A série durou 7 temporadas; tendo acabado em 1991, ainda teve mais 5 episódios em 2003.
Três filmes baseados na série foram produzidos: The Return of Hunter: Everyone Walks in L.A. (1995), Tiro Certo: Em Busca de Justiça (Hunter: Return to Justice, 2002) e Tiro Certo: De Volta à Ativa (Hunter: Back in Force, 2003).